# 乌素图街道
乌素图街道，是中华人民共和国内蒙古自治区包头市青山区下辖的一个乡镇级行政单位。

## 行政区划
乌素图街道下辖以下地区：
长征社区、利民社区、建华社区。